# Fredy Thompson
Fredy Williams Thompson León (Puerto Barrios, 2 giugno 1982) è un calciatore guatemalteco, centrocampista del Comunicaciones.

## Carriera

### Club
Ha giocato per due squadre del suo paese, il CSD Municipal e il Comunicaciones, militando anche nella messicana Albinegros Orizaba.

### Nazionale
Con la Nazionale di calcio guatemalteca ha giocato tre CONCACAF Gold Cup.